# Stazione di Borore
Stazione di Borore vasútállomás Olaszországban, Szardínia régióban, Borore településen.

## Vasútvonalak
Az állomást az alábbi vasútvonalak érintik:
- Cagliari–Golfo Aranci Marittima-vasútvonal

## Kapcsolódó állomások
A vasútállomáshoz az alábbi állomások vannak a legközelebb: 
- Stazione di Birori
- Stazione di Abbasanta